# Dorcasomíneos
Dorcasomíneos (Dorcasominae) é uma subfamília de coleóptero da família Cerambycidae.

## Tribo
- Tribo Dorcasomini Lacordaire, 1868